# Departamento de Tarata (Bolivia)
El departamento de Tarata fue una antigua división territorial de la República de Bolivia, creado por decreto supremo del 5 de septiembre de 1866, por mandato del presidente Gral. Mariano Melgarejo que existió hasta el año 1871.
El departamento de Tarata comprendía las provincias de Cliza y Mizque, en las actuales provincias de Esteban Arze y Germán Jordán, la provincia de Punata, de Arani, de Tiraque, Mizque, Campero y Carrasco. También anexó algunas partes del territorio de las provincias de Cercado, Tapacarí (parte del cantón Quillacollo) y Arque (Caraza)[cita requerida] en el departamento de Cochabamba.
El departamento de Tarata tenía la siguiente demarcación: “desde las alturas de Tiraque pasará la línea por la cima de la serrania de Sacaba y Cliza á descender al puente de la angostura pie de la cuesta de este nombre, finca del Dr. Toribio Prado, de donde tomará la dirección del mismo río por la ruta de Uspauspa y la Tamborada. De allí continuará la línea de Cota-apachi, dando la vuelta por Amiraya, Putina, Parotani, Londo, Poquera, y las demás comarcas que correspondiendo al cantón de Capinota se hallan á la márjen izquierda del río, el cual bajando por Caine entra á Tayapaya y sigue su curso hasta la Barca tomando la dirección del Río Grande que penetra en la Provincia de Mizque hasta la Cordillera.” 
La capital departamental era la Villa de Tarata, que luego se elevó a rango de ciudad y pasó a denominarse Melgarejo.

## División administrativa
El departamento de Tarata estaba dividido en cuatro provincias:
- Provincia del Cercado con capital Melgarejo, era además la capital departamental, compuesta de los cantones de Cliza, Toco, Isata y Caraza (ex-cantón de la provincia Arque).

- Provincia de Punata con capital es la Villa de Punata, estaba compuesta de los cantones de Arani, Muela (Villa Rivero), Paredon (Anzaldo), San Benito y Tiraque.

- Provincia de Totora (actualmente provincia de Carrasco) con capital Totora, comprendía los cantones de Pocona, Pojo, Chimboata y Vacas.

- Provincia de Aiquile (actualmente provincia de Campero) con capital Aiquile, comprendía los cantones de Mizque, Tintin, Villa-villa, Pasorapa y Quiroga.

Con la caída del presidente Melgarejo y el ascenso del General Agustín Morales, el decreto que creó el departamento de Tarata se anuló, y todo el territorio pasó a formar nuevamente parte del departamento de Cochabamba.